# Pokrowskoje (rejon rylski)
Pokrowskoje (ros. Покровское) – wieś (ros. деревня, trb. dieriewnia) w zachodniej Rosji, w sielsowiecie nikolnikowskim rejonu rylskiego w obwodzie kurskim.

## Geografia
Miejscowość położona jest 6,5 km od centrum administracyjnego sielsowietu nikolnikowskiego (Makiejewo), 12,5 km od centrum administracyjnego rejonu (Rylsk), 116 km od Kurska.

## Demografia
W 2010 r. miejscowość zamieszkiwała 1 osoba.